# Спрінгдейл (Огайо)
Спрінгдейл (англ. Springdale) — місто (англ. city) в США, в окрузі Гамільтон штату Огайо. Населення — 11 007 осіб (2020).

## Географія
Спрінгдейл розташований за координатами 39°17′26″ пн. ш. 84°28′33″ зх. д. / 39.29056° пн. ш. 84.47583° зх. д. (39.290599, -84.475790).  За даними Бюро перепису населення США в 2010 році місто мало площу 12,88 км², з яких 12,85 км² — суходіл та 0,03 км² — водойми.

## Демографія
Згідно з переписом 2010 року, у місті мешкали 11 223 особи в 4631 домогосподарстві у складі 2771 родини. Густота населення становила 871 особа/км².  Було 4906 помешкань (381/км²).
Расовий склад населення:
| - 55,0 % — білих - 29,9 % — чорних або афроамериканців - 2,8 % — азіатів - 0,4 % — вихідців з тихоокеанських островів - 0,3 % — корінних американців - 8,7 % — осіб інших рас |

До двох чи більше рас належало 2,9 %. Частка іспаномовних становила 17,5 % від усіх жителів.
За віковим діапазоном населення розподілялося таким чином: 22,6 % — особи молодші 18 років, 57,4 % — особи у віці 18—64 років, 20,0 % — особи у віці 65 років та старші. Медіана віку мешканця становила 38,7 року. На 100 осіб жіночої статі у місті припадало 86,8 чоловіків;  на 100 жінок у віці від 18 років та старших — 81,6 чоловіків також старших 18 років.
Середній дохід на одне домашнє господарство  становив 59 828 доларів США (медіана — 49 248), а середній дохід на одну сім'ю — 69 358 доларів (медіана — 54 954). Медіана доходів становила 42 568 доларів для чоловіків та 38 750 доларів для жінок. За межею бідності перебувало 20,5 % осіб, у тому числі 28,4 % дітей у віці до 18 років та 6,4 % осіб у віці 65 років та старших.
Цивільне працевлаштоване населення становило 4735 осіб. Основні галузі зайнятості: освіта, охорона здоров'я та соціальна допомога — 26,8 %, науковці, спеціалісти, менеджери — 17,8 %, виробництво — 14,2 %, роздрібна торгівля — 12,5 %.